# Мери Еверест Бул
Мери Еверест Бул (енгл. Mary Everest Boole; 1832-1916) је британска самообразована математичарка позната по својим дидактичким радовима из области математике. Била је супруга чувеног математичара Џорџа Була, по коме је названа Булова алгебра.

## Биографија
Мери Еверест је рођена 1832. године у Виквору које се налази у грофовији Глостершир у Енглеској. Њен отац Томас Еверест је био англикански свештеник и велики заговорник хомеопатије. Након прележаног грипа са тешким симптомима, Томас се са породицом 1837. сели у Француску како би практиковао хомеопатску терапију. У Француској остају све до 1843. када се враћају натраг у Виквор.
Свог будућег мужа Џорџа Була упознаје 1850. преко свог ујака који је био његов близак пријатељ. Тада је имала 18 година, док је Џорџ имао 35. Након тога остају у контакту путем писама, а чест предмет њихових писама је била математика према којој је Мери Еверест делила велико интересовање. Џорџ 1852. долази у Виквор код Мери и том приликом је подучава математици. Џорџ Бул је у овом периоду био у процесу писања свог најважнијег дела "Истраживање закона мисли на коме се заснива математичка теорија логике и вероватноће", чему је и Мери дала свој допринос. Брак склапају пет година касније након смрти њеног оца Томаса Евереста. Имали су пет ћерки, Мери Елен (1856), Маргарет (1858), Алисију (1860), Луси Еверест (1862), и Етел Лилијан (1864). Џорџ умире 1864. и Мери постаје удовица када је њена пета ћерка имала шест месеци. У тренутку када је постала удовица са петоро деце, Мери је имала 32 године.
Добија посао као библиотекарка на новоотвореном женском колеџу Квинс у Лондону, међутим иако је колеџ био намењен женама сви професори су били мушкарци, док је женама било дозвољено само да обављају функцију асистента, што је Мери често критиковала.
Држала је приватне часове, и постала је позната по томе да децу подучава математици кроз креативне методе.
Мери је себе сматрала математичком психолошкињом, чији је циљ да разуме начин на који деца и одрасли уче математику.
Интересовала се за окултизам и паранормалне појаве, и након објављивања котроверзне књиге на ову тему губи посао на универзитету.

## Дела
Њена најважнија дидактичка дела из области математике су Припремање детета за науку (1904) и Алгебра - филозофија и забава (1909).

## Занимљивости
По њеном девојачком презимену је названа планина Монт Еверест, у част њеног стрица Џорџа Евереста, а по презимену њеног мужа Џорџа Була је названа булова алгебра.